# 데이미언 프리스트
데미안 프리스트(Damian Priest, 1981년 9월 26일 ~ )는 미국의 남자 프로레슬링선수다. 미국 뉴욕 주 뉴욕 시에서 태어난 모습이다. 본명은 루이스 마르티네스(Luis Martínez)다. 2005년 프로레슬링 입문으로 밝혀졌다. 키는 195cm(6 ft 5 in)에다가 몸무게는 121kg(266 lb)이다. 주로 피니쉬는 코디 로즈랑 비슷한 더 레코닝(롤링 커터), 커브 스톰프(런닝 스톰프), 사우스 오브 헤븐(싯아웃 초크슬램), 레이저스 엣지(크루스픽스 파워밤)으로 사용을 한다. 2022년 4월 갑자기 레슬매니아에서 에지를 도와서 저지먼트 데이 갔으나 그러나 갑자기 2024년 8월경에서는 갑작스럽게 배신을 당하면서 해체되는 사건이 벌어지기 시작을 했다. 

## Professional wrestling highlights
- Finishing moves
  - Curb stomp (Running stomp)
  - South of Heaven (Sitout chokeslam)
  - Razor's Edge (Crucifix powerbomb)
  - The Reckoning (Rolling cutter)
- Signature moves
  - Litfing suplex slam
  - Multiple kick variations
    - Cyclone Kick (Running big boot)
    - Corkscrew high
    - Jumping knee

  - Over the top rope somersault plancha
- Nicknames
  - "Punisher"
  - "Mr. Money in the Bank"
  - "Senor Money in the Bank"
  - "The Archer of Infamy"
  - "The Punishment"
- Entrance themes
  - "Fragmented Bits" by Jean Pierre Limborg (ROH; 2016-2019)
  - "Infamy" by CFO$ (WWE NXT/WWE; 2019-2021)
  - "Sinner" by Def Rebel (WWE; 2021-2022)
  - "The Other Side" by Alter Bridge (WWE; 2022–2024; used as a member of Judgment Day)
  - "Punishment" by Def Rebel (WWE; 2022-2024)
  - "Rise for the Night" by Def Rebel feat. Damian Priest (WWE; 2024)
  - "Rise for the Night (v.2)" by Def Rebel feat. Kerry King & Damian Priest (WWE; 2024-present)

## 수상
- KPW 월드 태그팀웨이트 챔피언 (1회) - 맷 리들
- KPW 월드 비그 만스터 글레이저웨이트 챔피언 (1회)
- MFPW 월드 헤비웨이트 챔피언 (3회)
- MFPW 월드 태그팀웨이트 챔피언 (2회) - 브랄리 (1회), 큐티 마샬 (1회)
- MFPW 인비테이셔널 (2016)
- 팩션 오브 더 이열 (2023) 에스 파트 오브 저지먼트 데이
- 팩션 오브 더 이열 (2023) 에스 파트 오브 저지먼트 데이
- 랭크드 넘버 166 오브 더 탑 500 싱글즈 레슬링 인 더 PWI 500 인 2024
- ROH 월드 텔레비전웨이트 챔피언 (1회)
- 서바이벌 어브 더 피터스트 (2017)
- 워스트 오브 더 이열 (2021) vs 더 미즈 엑트  WWE 레슬매니아 백래쉬 2021
- WWE NXT 월드 노어쓰 아메리칸웨이트 챔피언 (1회)
- WWE 월드 헤비웨이트 챔피언 (신 버전) (2회)
- WWE 월드 유나이티드 스테이츠웨이트 챔피언 (1회)
- WWE 월드 Raw 태그팀웨이트 챔피언 (2회) - 핀 베일러
- WWE 월드 스맥다운 태그팀웨이트 챔피언 (2회) - 핀 베일러
- WWE 머니 인 더 뱅크 (2023)
- 슬리미 어워즈 (1회) 
  - 팩션 오브 더 이열 (2024) - 에스 어 멤버 오브 저지먼트 데이